# Ninoxe de Christmas
Ninox natalis
Espèce
Statut de conservation UICN

 VU D2 : Vulnérable
Statut CITES
La Ninoxe de Christmas (Ninox natalis) est une espèce de rapace nocturne de la famille des Strigidae.

## Distribution
Cette espèce est endémique de l'île Christmas dans l'océan Indien.

## Publication originale
- Lister, 1889 : On the natural history of Christmas Island, in the Indian Ocean. Proceedings of the Zoological Society of London, vol. 1888, p. 512-531.